# گندکان
گندکان یک روستا در ایران است که در بخش مرکزی شهرستان سربیشه واقع شده‌است. گندکان ۲۴ نفر جمعیت دارد.